# Sekai wa Summer Party
Singles de Erina Mano
Hajimete no Keiken
(2009) Kono Mune no Tokimeki wo
(2009)
Sekai wa Summer Party (世界は サマー・パーティ) est le 3e single "major" (et 6e single au total) de la chanteuse japonaise Erina Mano (真野恵里菜), sorti en 2009.

## Présentation
Le single est sorti le 29 juillet 2009 au Japon sous le label hachama, dans le cadre du Hello! Project. Il atteint la 10e place du classement Oricon, et reste classé pendant 5 semaines, pour un total de 18 647 exemplaires vendus durant cette période. Il sort également dans trois éditions limitées avec des pochettes différentes, notées "A" et "B" avec en supplément un DVD, et "C". Le single sort aussi au format "single V" (DVD) une semaine après. Une édition spéciale "event V" (DVD) est vendue lors de représentations.
Les deux chansons du single sont écrites par Yoshiko Miura (三浦徳子), composées par KAN, et produites par Taisei. Seule la chanson-titre figurera sur l'album Friends qui sortira en fin d'année. Les quatre membres du groupe S/mileage accompagnent la chanteuse comme danseuses dans le clip vidéo de la chanson et lors de certaines interprétations scéniques.

## Liste des titres
Single CD
1. Sekai wa Summer Party (世界は サマー・パーティ?)  – 04:14
2. Jasmine Tea (ジャスミンティー?)  – 04:06
3. Sekai wa Summer Party (Instrumental) (世界は サマー・パーティ…?) – 04:10

DVD de l'édition limitée "A"
1. Sekai wa Summer Party (Piano Ver.) (世界は サマー・パーティ…?)

DVD de l'édition limitée "B"
1. Sekai wa Summer Party (Live Ver.) (世界は サマー・パーティ…?)

DVD de l'édition limitée "event V"
1. Sekai wa Summer Party (Close-up Ver.) (世界は サマー・パーティ…?)
2. Sekai wa Summer Party (One Shot Dance Ver.) (世界は サマー・パーティ…?)
3. Making Photo Collection

Single V (DVD)
1. Sekai wa Summer Party (世界は サマー・パーティ?)
2. Sekai wa Summer Party (Dance Shot Ver.) (世界は サマー・パーティ…?)
3. Making of (メイキング映像?)